# 賴特山 (維多利亞地)
賴特山（英語：Mount Wright），是南極洲的山峰，位於維多利亞地的彭內爾海岸，處於希普利冰川和克魯姆冰川之間，屬於阿德默勒爾蒂山脈的一部分，海拔高度超過1,800米，現時由南極條約體系管理。

## 外部連結
- 本条目引用的公有领域材料来自美国地质调查局的文档 《賴特山 (維多利亞地)》 （資料來自地名信息系统）。

71°33′S 169°10′E / 71.550°S 169.167°E